# Proterogomphidae
Famille
Les Proterogomphidae sont une famille fossile de libellules du sous-ordre des Anisoptera.

## Classification
La famille des Proterogomphidae est décrite en 1998 par les paléontologues Günter Bechly (d), André Nel, Xavier Martínez-Delclòs (d) et Günther Fleck (d),.

### Étymologie
Le nom de la famille des Proterogomphidae dérive de celui du genre Proterogomphus qui se compose du grec ancien πρότερος, próteros, « d'avant », et du genre Gomphus.

### Fossiles
Selon Paleobiology Database en 2023, cette famille a quatorze collections de fossiles référencées :
- Crétacé, neuf collections du Brésil, deux de Chine, une de Mongolie, une du Royaume-Uni ;
- Jurassique, une collection d'Allemagne[2],[3].

## Sous-famille et genres
Selon Paleobiology Database en 2023, cette famille est représentée par une seule sous-famille et deux genres non inclus :
- † sous-famille des Cordulagomphinae Carle & Wighton, 1990
- † genre Lingomphus Vernoux et al., 2010
- † genre Proterogomphus Bechly et al., 1998 - genre type[1]

### Publication originale
- [1998] (en) Günter Bechly, André Nel, Xavier Martínez-Delclòs et Günther Fleck, « Four new dragonflies from the Upper Jurassic of Germany and the Lower Cretaceous of Mongolia (Anisoptera: Hemeroscopidae, Sonidae, and Proterogomphidae fam. nov.) », Odonatologica, vol. 27, no 2,‎ 1998, p. 149-187 (lire en ligne).